# O Doce
O Doce é uma canção gravada pela cantora brasileira Ivete Sangalo, para o seu quinto álbum ao vivo Acústico em Trancoso (2016). A canção foi escrita por Gigi e Filipe Escandurras, enquanto sua produção foi feita por Ivete, Paul Ralphes e Radamés Venâncio. Foi lançada como terceiro single do álbum em 18 de novembro de 2016, sendo a aposta da cantora para o verão e o Carnaval.

## Viodeoclipe
O videoclipe foi lançado no mesmo dia, este sendo extraído do DVD Acústico em Trancoso.

## Recepção comercial
"O Doce" alcançou a primeira posição na parada Hot Regional Salvador da Billboard Brasil. Além disso, a canção atingiu a segunda colocação no Hot Regional São Paulo e quinta no Regional Fortaleza e também no Regional Recife.

## Desempenho nas tabelas musicais

### Posições
| Tabela musical (2017)                                  | Melhor posição |
| ------------------------------------------------------ | -------------- |
| Brasil - Billboard Brasil Regional Fortaleza Hot Songs | 2              |
| Brasil - Billboard Brasil Regional Recife Hot Songs    | 4              |
| Brasil - Billboard Brasil Regional Salvador Hot Songs  | 1              |
| Brasil - Billboard Brasil Regional São Paulo Hot Songs | 2              |